# 阿爾兮夫人
阿爾兮夫人（?—?）昔氏，朝鮮三國時代新羅第10代君主奈解尼師今的女儿，新羅第11代君主助賁尼師今的夫人。
奈解尼師今和助賁尼師今是堂兄弟，都是新羅第9代君主伐休尼師今的孙子。奈解尼師今把女儿嫁给了昔助賁。奈解王三十五年（230年），奈解王將死，遺言让女壻助賁繼位。助賁王有二子二女。其中儒礼尼师今（新羅第14代君主）的母亲是朴氏，奈音葛文王之女，一说即是阿爾兮夫人。另有子伊湌昔乞淑，是新羅第15代君主基临尼师今的父亲，《三国遗事》说基临尼师今是助賁尼師今和阿爾兮夫人的儿子；女儿光明夫人，是新羅第13代君主味邹尼师今的夫人；命元夫人，是阿爾兮夫人的兄弟昔于老的夫人，新羅第16代君主讫解尼师今的母亲。